# フェルナンド・アギラール
フェルナンド・アギラール（Fernando Aguilar、1959年7月16日 - ）は、アルゼンチンのアマチュア囲碁棋士。本業は建築技師。ブエノスアイレス在住、アマチュア六段。世界選手権大会の南米代表の常連で、ネット碁などで腕を磨く。
第1回トヨタ&デンソー杯囲碁世界王座戦では長谷川直九段、楊嘉源九段のプロ棋士を連破してベスト8に進出して注目された。第3回出場時のコメントでは、第1回の成績について「藤原佐為が私に取り憑いていたのでしょう」と語った。2008年の世界アマチュア囲碁選手権戦では7勝1敗の成績で、韓国、中国代表に次ぐ3位となった。

## 主な棋歴
- 世界アマチュア囲碁選手権戦
  - 1982年 5位
  - 2001年 9位
  - 2008年 3位
- 世界囲碁選手権富士通杯
  - 1989年（×梁偉棠）
  - 1992年（×大竹英雄）
  - 1994年（×マイケル・レドモンド）
  - 1998年（×劉昌赫）
  - 2000年（×周鶴洋）
  - 2001年（×林海峰）
  - 2003年（×高尾紳路）
  - 2007年（×仲邑信也）
- トヨタ&デンソー杯囲碁世界王座戦
  - 2002年（○長谷川直、○楊嘉源、×李昌鎬）
  - 2004年（×王磊）
  - 2006年（×周俊勲）
- 日本棋院創立80周年記念インターネット世界囲碁オープン戦（2005年、×小林光一）